# Hohe Bleick
Die Hohe Bleick ist ein 1638 m ü. NHN hoher Berg in den Ammergauer Alpen.

## Lage
Der Gipfel liegt etwa sechs Kilometer östlich von Halblech im bayerischen Landkreis Ostallgäu. Innerhalb der Ammergauer Alpen liegt die Hohe Bleick in der Untergruppe der Trauchberge und bildet den höchsten Gipfel in diesem Gebirgskamm.

## Name
Das gesamte Bergmassiv nördlich vom Gipfel wird auch als Hoher Trauchberg bezeichnet.

## Geologie
Die Hohe Bleick ist ein Flyschberg und bildet zusammen mit der 1589 m ü. NHN hohen nordöstlich gelegenen Niederbleick einen breiten aus Mergeln und Sandsteinen zusammengesetzten Saum. Morphologisch ist dieser Bereich durch runde bewaldete Gipfel, wie bei der Hohen Bleick, und Kammlagen gekennzeichnet.

## Besteigung
Sowohl die Hohe als auch die Niederbleick sind durch Wege erschlossen. Der Aufstieg dauert über den einfachsten Weg in etwa drei Stunden, der Abstieg ist in zweieinhalb Stunden zu bewältigen. Es handelt sich bei dieser Tour hauptsächlich um eine Waldwanderung, die einen Höhenunterschied von 800 Metern aufweist. Der nördlich vorgelagerte Nebengipfel der Niederbleick bietet eine umfassende Aussicht. Vom teilweise bewaldeten Gipfel der Hohen Bleick hat man eine freie Sicht auf die Ammergauer Alpen und das Wettersteingebirge.